# Dominique Cornu
Dominique Cornu (Beveren, 10 ottobre 1985) è un ex ciclista su strada e pistard belga. Su strada è stato campione del mondo Under-23 a cronometro nel 2006 e professionista dal 2007 al 2015, mentre su pista ha vinto il bronzo mondiale di inseguimento individuale nel 2009.

## Palmarès

### Strada
- 2003 (Juniores)

Campionati belgi, Prova a cronometro Juniores
1ª tappa, 2ª semitappa Étoile du Sud-Limbourg
3ª tappa Étoile du Sud-Limbourg
2ª tappa Keizer der Juniores (Wulpen-Koksijde, cronometro)
- 2004 (Juniores)

Campionati belgi, Prova a cronometro Juniores
3ª tappa Tour de Berlin (Berlino, cronometro)
3ª tappa Ronde van Vlaams-Brabant (Stok, cronometro)
2ª tappa Triptyque des Barrages (Froidchapelle, cronometro)
Grand Prix des Nations Under-23
- 2005 (Bodysol-Win for Life-Jong Vlaanderen)

2ª tappa Tweedaagse van de Gaverstreek (Sint-Eloois-Vijve, cronometro)
3ª tappa Tour de Berlin (Lehnitz, cronometro)
Classifica generale Tour de Berlin
Campionati belgi, Prova a cronometro Juniores
- 2006 (Bodysol-Win for Life-Jong Vlaanderen)

Classifica generale Kristallen Fiets Under-23
4ª tappa Ronde de l'Isard d'Ariège Under-23 (Boussan > Boussan)
Omloop Het Volk Under-23
Prologo Ronde van de Provincie Antwerpen (Booischot)
Chrono des Nations - Les Herbiers Vendée
Campionati belgi, Prova a cronometro Under-23
Campionati del mondo, Prova a cronometro Under-23
- 2008 (Silence-Lotto, una vittoria)

4ª tappa Giro del Capo (Hellshoogte > Hellshoogte)
- 2010 (Skil-Shimano, una vittoria)

4ª tappa Giro del Belgio (Herzele, cronometro)

#### Altri successi
- 2010 (Skil-Shimano)

Classifica giovani Giro del Belgio

### Pista
- 2006

Campionati belgi, Inseguimento individuale
- 2007

Campionati belgi, Inseguimento individuale
Campionati belgi, Inseguimento a squadre (con Kenny De Ketele, Ingmar De Poortere e Tim Mertens)
Campionati europei, Inseguimento individuale Under-23
- 2008

Campionati belgi, Inseguimento individuale
- 2010

Campionati belgi, Inseguimento individuale
- 2012

Campionati belgi, Inseguimento individuale
Campionati belgi, Scratch
Campionati belgi, Corsa a punti
- 2014

Belgian Open, Inseguimento individuale
Campionati belgi, Inseguimento individuale

## Piazzamenti

### Grandi Giri
- Giro d'Italia

2008: ritirato (4ª tappa)
- Vuelta a España

2008: 46º

### Classiche monumento
- Giro delle Fiandre

2011: 121º

## Piazzamenti

### Competizioni mondiali
- Campionati del mondo su strada

Hamilton 2003 - Cronometro Juniores: 4º
Salisburgo 2006 - In linea Under-23: 59º
Salisburgo 2006 - Cronometro Under-23: vincitore
Stoccarda 2007 - Cronometro Elite: 11º
Mendrisio 2009 - Cronometro Elite: 14º
Melbourne 2010 - Cronometro Elite: 35º
Copenaghen 2011 - Cronometro Elite: 29º
- Campionati del mondo su pista

Palma di Maiorca 2007 - Inseg. a squadre: 10º
Palma di Maiorca 2007 - Inseg. individuale: 13º
Manchester 2008 - Inseguimento individuale: 12º
Pruszków 2009 - Inseguimento a squadre: 9º
Pruszków 2009 - Inseguimento individuale: 3º
Apeldoorn 2011 - Inseguimento a squadre: 8º
Apeldoorn 2011 - Inseguimento individuale: 6º
Melbourne 2012 - Inseguimento a squadre: 6º
Melbourne 2012 - Inseguimento individuale: 7º
Minsk 2013 - Inseguimento a squadre: 7º
Minsk 2013 - Inseguimento individuale: 9º
St Quentin-en-Yv. 2015 - Inseg. a squadre: 9º
St Quentin-en-Yv. 2015 - Inseg. individuale: 11º
- Giochi olimpici

Londra 2012 - Inseguimento a squadre: 9º

### Competizioni europee
- Campionati europei su strada

Otepää 2004 - Cronometro Under-23: 5º
Mosca 2005 - Cronometro Under-23: 2º
Mosca 2005 - In linea Under-23: 5º
Valkenburg 2006 - Cronometro Under-23: 3º